# Sotra
Sotra o Store Sotra es el nombre de una isla en la provincia de Hordaland, Noruega. Se localiza al oeste de la ciudad de Bergen. Se compone de dos islas, que son parte de un archipiélago que llega hasta Fedje en el sur, a lo largo de la costa de Noruega. La mayor de ellas es Store Sotra y la menor es Litlesotra. Ambas poseen en conjunto 30 500 habitantes.

## Geografía
Hay varios centros urbanos en Sotra, los cuales son: Vindenes, Ågotnes, Knappskog, Møvik, Tælavåg, Hammarsland, Skogsvågen y Klokkarvik.
La isla de Sotra es parte de un archipiélago. Al este de Sotra, está la isla de Litlesotra y junto a esta están Bildøy y Geitung.  El Raunefjorden (al este) separa la Noruega continental de la península de Bergen. Las islas de Tyssøyna, Lerøyna y Bjelkarøyna se extienden a lo largo del Raunefjorden, al sudeste de la costa de Sotra. Al sur están las isla de Toftøya y Korsfjorden, al oeste Algrøyna y Lokøyna y al norte Misje, Turøyna y Toftøyna. Sotra se une con el continente mediante pequeños puentes entre Bildøy y Litlesotra antes de llegar al puente Sotra, que ocupa el séptimo lugar entre los puentes en suspensión más largos de Noruega.